# Intersessualità e LGBT
Le persone intersessuali nascono con caratteristiche sessuali (come genitali, gonadi e modelli cromosomici) che "non si adattano alle definizioni tipiche dei corpi maschili o femminili ". È sostanzialmente più probabile che si identifichino come lesbiche, gay, bisessuali o transgender (LGBT) rispetto alla popolazione non intersessuale, con una stima del 52% che si identifica come non eterosessuale e dall'8,5% al 20% che soffre di disforia di genere. Sebbene molte persone intersessuali siano eterosessuali e cisgender, questa sovrapposizione e "esperienze condivise di danno derivanti dal sesso sociale dominante e dalle norme di genere" ha portato le persone intersessuali a essere spesso incluse sotto l'ombrello LGBT, con l'acronimo a volte ampliato a LGBTI (vengono utilizzati anche altri termini, vedi sotto). Tuttavia, alcuni attivisti e organizzazioni intersessuali hanno criticato questa inclusione in quanto distrae da questioni specifiche relative all'intersessualità come gli interventi medici involontari.

## Intersessualità e omosessualità
L'intersessualità può essere contrastata con l'omosessualità o l'attrazione per lo stesso sesso. Numerosi studi hanno mostrato tassi più elevati di attrazione per lo stesso sesso nelle persone intersessuali, con un recente studio australiano su persone nate con caratteristiche sessuali atipiche che ha rilevato che il 52% degli intervistati non era eterosessuale.
La ricerca clinica su soggetti intersessuali è stata utilizzata per studiare i mezzi per prevenire l'omosessualità. Nel 1990, Heino Meyer-Bahlburg ha scritto su una "teoria dell'orientamento sessuale degli ormoni prenatali". L'autore ha discusso la ricerca che ha trovato tassi più elevati di attrazione per lo stesso sesso tra le donne con iperplasia surrenalica congenita e una costante attrazione sessuale per gli uomini tra le donne con sindrome da insensibilità agli androgeni completa, una popolazione descritta dall'autore come "maschi genetici". Meyer-Bahlburg ha anche discusso dell'attrazione sessuale da parte di individui con sindrome da insensibilità parziale agli androgeni, deficit di 5α-reduttasi e deficit di 17β-idrossisteroide deidrogenasi III, affermando che l'attrazione sessuale verso le femmine in individui con queste condizioni era facilitata da "l'esposizione prenatale e l'utilizzo di androgeni". Ha concluso:
Nel 2010, Saroj Nimkarn e Maria New hanno scritto che "i comportamenti legati al genere, vale a dire il gioco dell'infanzia, l'associazione tra pari, le preferenze di carriera e tempo libero nell'adolescenza e nell'età adulta, il maternalismo, l'aggressività e l'orientamento sessuale diventano" mascolinizzati nelle donne con iperplasia surrenalica congenita . L'intervento medico per prevenire tali tratti è stato paragonato da Dreger, Feder e Tamar-Mattis a un mezzo per prevenire l'omosessualità e le "donne altezzose".

### Queer
Attivisti e studiosi intersessuali come Morgan Holmes, Katrina Karkazis e Morgan Carpenter hanno identificato l'eteronormatività nelle motivazioni mediche per gli interventi medici su neonati e bambini con caratteristiche di intersessualità. Holmes e Carpenter hanno talvolta parlato di corpi intersessuali come "corpi omosessuali", mentre Carpenter sottolinea anche le inadeguatezze e le conseguenze "pericolose" dall'inquadrare l'intersessualità come un orientamento sessuale o un problema di identità di genere.
In cosa può fare la teoria queer per l'intersessualità? Iain Morland mette a confronto l'"attivismo edonico" queer con un'esperienza di insensati corpi intersessuali post-chirurgici per affermare che "la queerness è caratterizzata dall'interrelazione sensoriale di piacere e vergogna".

## Intersessualità e transgender
L'intersessualità può anche essere contrapposta al transgender, che descrive la condizione in cui la propria identità di genere non corrisponde al sesso assegnato. Alcune persone sono sia intersessuali che transgender. Un documento di revisione clinica del 2012 ha rilevato che tra l'8,5% e il 20% delle persone con variazioni intersessuali ha sperimentato disforia di genere.

### Genere non binario
Il riconoscimento del terzo sesso o delle classificazioni di genere avviene in diversi paesi. La ricerca sociologica in Australia, un paese con una terza classificazione di sesso "X", mostra che il 19% delle persone nate con caratteristiche sessuali atipiche ha selezionato un'opzione "X" o "altro", mentre il 52% sono donne, il 23% uomini e 6 % incerto.
Una legge tedesca che richiede che i bambini che non possono essere assegnati a nessuno dei due sessi abbiano il loro status vuoto sul loro certificato di nascita è stata criticata dai gruppi per i diritti intersessuali sulla base del fatto che potrebbe incoraggiare i genitori che considerano indesiderabile un'opzione neutra che il loro bambino venga sottoposto a chirurgia genitale . Nel 2013, il terzo Forum internazionale sull'intersessualità ha rilasciato per la prima volta dichiarazioni sul sesso e sulla registrazione di genere nella dichiarazione di Malta, sostenendo la "registrazione [ing] dei bambini intersessuali come femmine o maschi, con la consapevolezza che, come tutte le persone, possono crescere fino a identificarsi con un sesso o genere diverso" e "assicurando [ing] che le classificazioni di sesso o genere siano modificabili attraverso una semplice procedura amministrativa su richiesta delle persone interessate". Sostiene inoltre le opzioni non binarie e l'autoidentificazione per tutti mentre chiede la fine della registrazione del sesso sui certificati di nascita.
Si ritiene che Alex MacFarlane sia la prima persona in Australia a ottenere un certificato di nascita che registra il sesso come indeterminato e il primo passaporto australiano con una "X" nel 2003. Il 26 settembre 2016, Sara Kelly Keenan, residente in California, è diventata la seconda persona negli Stati Uniti (dopo Jamie Shupe) a cambiare legalmente il proprio genere in "non binario". Keenan ha citato il caso di Shupe come ispirazione per la loro petizione: "Non mi è mai venuto in mente che questa fosse un'opzione, perché pensavo che le leggi sul cambio di genere fossero strettamente per le persone transgender. Ho deciso di provare a utilizzare lo stesso quadro per avere un terzo genere ." Keenan in seguito ottenne un certificato di nascita con un marcatore sessuale intersessuale . Nel resoconto della stampa di questa decisione, è emerso che l'Ohio aveva emesso un marcatore sessuale "ermafrodita" nel 2012.
Lo studioso di intersessualità Morgan Holmes sostiene che pensare a società che incorporano un "terzo sesso" come superiore è eccessivamente semplicistico e che "per capire se un sistema è più o meno oppressivo di un altro dobbiamo capire come tratta i suoi vari membri, non solo i suoi 'terzi'."
Il Forum Asia Pacifico delle istituzioni nazionali per i diritti umani afferma che il riconoscimento legale delle persone intersessuali riguarda in primo luogo l'accesso agli stessi diritti di altri uomini e donne, quando vengono assegnati uomini o donne; in secondo luogo si tratta dell'accesso alle rettifiche amministrative ai documenti legali quando un'assegnazione originaria del sesso non è appropriata; e in terzo luogo non si tratta della creazione di una classificazione di terzo sesso o genere per le persone intersessuali come popolazione, ma si tratta, invece, dell'autodeterminazione.

## LGBT e LGBTI
La relazione dell'intersessualità con le comunità lesbiche, gay, bisessuali e trans e queer è complessa, ma le persone intersessuali vengono spesso aggiunte a LGBT per creare una comunità LGBTI. Una nota di base del 2019 dell'Ufficio dell'Alto Commissariato delle Nazioni Unite per i diritti umani ha affermato che le persone intersessuali sono una popolazione distinta con preoccupazioni per "rappresentazione, travisamento e risorse", ma che condividono "preoccupazioni comuni" con le persone LGBT "a causa della condivisione esperienze di danno derivanti dal sesso sociale dominante e dalle norme di genere". Il documento identifica sia come le persone intersessuali possono subire violazioni dei diritti umani "prima che siano in grado di svilupparsi o esprimersi liberamente e identità" sia come "gli stereotipi, la paura e la stigmatizzazione delle persone LGBT forniscono motivazioni per interventi medici forzati e coercitivi su bambini con variazioni intersessuali. "
Julius Kaggwa del SIPD Uganda ha scritto che, mentre la comunità gay "ci offre un luogo di relativa sicurezza, è anche ignara delle nostre esigenze specifiche". Mauro Cabral ha scritto che le persone e le organizzazioni transgender "devono smettere di affrontare le questioni intersessuali come se fossero questioni trans", compreso l'uso dell'intersessualità come mezzo per spiegare l'essere transgender; "possiamo collaborare molto con il movimento intersessuale rendendo chiaro quanto sia sbagliato questo approccio".
Pidgeon Pagonis afferma che l'aggiunta di una I a LGBTQA può o meno aiutare ad aumentare la rappresentanza e può aumentare le opportunità di finanziamento per le organizzazioni intersessuali, ma può anche essere dannoso per i bambini intersessuali a causa dello stigma associato all'essere LGBTQA. L'organizzazione Intersex International Australia afferma che alcuni individui intersessuali sono attratti dallo stesso sesso e alcuni sono eterosessuali, ma "l'attivismo LGBTI ha combattuto per i diritti delle persone che non rientrano nelle norme binarie di sesso e genere previste".
Il 1º luglio 2020 le organizzazioni intersessuali russe (Interseks.ru, ARSI, NFP+, Intersex Russia) hanno rilasciato una dichiarazione sull'uso dell'abbreviazione LGBTI esortando a non usarla nei paesi con pregiudizio e violenza diffusi negli atteggiamenti degli individui basati sul loro orientamento sessuale e identità di genere.

### Tutela legale delle persone intersessuali
Protezione esplicita in base alle caratteristiche sessuali
     Protezione esplicita per motivi di stato intersessuale
     Protezione esplicita per motivi di intersessualità all'interno dell'attributo del sesso

Protezione esplicita in base alle caratteristiche sessuali
Protezione esplicita per motivi di stato intersessuale
Protezione esplicita per motivi di intersessualità all'interno dell'attributo del sesso

Emi Koyama descrive come l'inclusione dell'intersessualità nelle persone LGBTI possa non riuscire ad affrontare questioni relative ai diritti umani intersessuali, inclusa la creazione di false impressioni "che i diritti delle persone intersessuali siano protetti" dalle leggi che proteggono le persone LGBT e non riconoscere che molte persone intersessuali non sono LGBT.
Il Sudafrica protegge le persone intersessuali dalla discriminazione come parte del divieto di discriminazione sulla base del sesso. L'organizzazione Intersex International Australia ha fatto pressioni con successo per l'inclusione di un attributo legale di "status intersessuale" nella legge antidiscriminazione, affermando che la protezione sulla base dell'orientamento sessuale e dell'identità di genere era insufficiente. A seguito della legislazione del 2015 a Malta, un attributo delle caratteristiche sessuali è ora più diffuso.

### Pinkwashing
Divieto legale di interventi medici intersessuali non consensuali
     Sospensione regolamentare degli interventi medici non consensuali

Divieto legale di interventi medici intersessuali non consensuali
Sospensione regolamentare degli interventi medici non consensuali

Diverse organizzazioni hanno evidenziato appelli al riconoscimento dei diritti LGBT che non affrontano la questione degli interventi medici intersessuali "normalizzanti" non necessari sui bambini intersessuali, anche utilizzando la parola macedonia pinkwashing. In un articolo del 2001 per la (ora defunta) Intersex Society of North America, Emi Koyama e Lisa Weasel affermano che l'insegnamento delle questioni intersessuali è "bloccato":
Nel giugno 2016, l'Organizzazione Intersex International Australia ha evidenziato dichiarazioni contraddittorie dei governi australiani, suggerendo che la dignità e i diritti delle persone LGBT e intersessuali sono riconosciuti mentre, allo stesso tempo, continuano le pratiche dannose sui bambini intersessuali.
Nell'agosto 2016, Zwischengeschlecht ha descritto le azioni per promuovere l'uguaglianza o la legislazione sullo stato civile senza un'azione sul divieto delle "mutilazioni genitali intersessuali" come una forma di pinkwashing . L'organizzazione ha precedentemente messo in evidenza dichiarazioni governative evasive agli organismi del Trattato delle Nazioni Unite che confondono questioni intersessuali, transgender e LGBT, invece di affrontare le pratiche dannose sui bambini.

## Termini
LGBT+ è un sigla che sta per lesbiche, gay, bisessuali e transgender e altri. L'inizializzazione è diventata mainstream come auto-designazione; è stato adottato dalla maggior parte dei centri e dei media basati sulla sessualità e sull'identità di genere negli Stati Uniti, così come in molti altri paesi.
Un'altra variante è LGBTQIA, che viene utilizzata, ad esempio, dal "Lesbian, Gay, Bisexual, Transgender, Queer, Intersex, Asexual Resource Center" dell'Università della California, Davis .
Il National Institutes of Health (NIH) degli Stati Uniti ha inquadrato LGBT, altri "il cui orientamento sessuale e/o identità di genere varia, coloro che potrebbero non identificarsi come LGBT" e anche le popolazioni intersessuali (come persone con disturbi dello sviluppo sessuale) come popolazioni delle "minoranze sessuali e di genere" (SGM). Ciò ha portato allo sviluppo di un piano strategico di ricerca sanitaria SGM NIH.
Il concetto di queer può anche essere incluso per formare gli inizialismi LGBTIQ e LGTBIQ (in spagnolo).

## Altre intersezionalità

### Intersessualità e diritti dei bambini
Kimberly Zieselman di interACT ha descritto come la comunità LGBT abbia aiutato ad aprire le porte, ma come i diritti intersessuali siano più ampi: "al centro si tratta di una questione di diritti dei bambini. Si tratta anche di salute e diritti riproduttivi, perché queste operazioni possono portare all'infertilità."

### Intersessualità e disabilità
Numerosi autori e organizzazioni della società civile evidenziano le intersezionalità tra le persone intersessuali e la disabilità, dovute a problemi di medicalizzazione e all'uso della diagnosi genetica preimpianto . In un'analisi dell'uso della diagnosi genetica preimpianto per eliminare i tratti intersessuali, Behrmann e Ravitsky affermano: "La scelta dei genitori contro l'intersessualità può ... nascondere pregiudizi contro l'attrazione per lo stesso sesso e la non conformità di genere".
Una riformulazione clinica del 2006 delle condizioni di intersessualità come disturbi dello sviluppo sessuale ha reso esplicite le associazioni tra intersessualità e disabilità,  ma il cambiamento retorico rimane profondamente controverso. Una ricerca sociologica in Australia, pubblicata nel 2016, ha rilevato che il 3% degli intervistati ha utilizzato il termine "disturbi dello sviluppo sessuale" o "DSD" per definire le proprie caratteristiche sessuali, mentre il 21% utilizza il termine quando accede ai servizi medici. Al contrario, il 60% ha usato il termine "intersessualità" in qualche forma per autodescrivere le proprie caratteristiche sessuali.
Negli Stati Uniti, le persone intersessuali sono protette dall'Americans with Disabilities Act . Nel 2013, il Senato australiano ha pubblicato un rapporto sulla sterilizzazione involontaria o coatta delle persone intersessuali in Australia come parte di un'indagine più ampia sulla sterilizzazione involontaria o coercitiva delle persone con disabilità. In Europa, OII Europe ha identificato numerosi articoli della Convenzione delle Nazioni Unite sui diritti delle persone con disabilità, anche sull'uguaglianza e la non discriminazione, sulla libertà dalla tortura e sulla protezione dell'integrità della persona. Tuttavia, l'organizzazione ha espresso preoccupazione per il fatto che le definizioni dell'intersessualità come disabilità possano rafforzare la medicalizzazione e la mancanza di diritti umani e non corrispondono all'autoidentificazione.